# Cryptomyces maximus
Espèce
Cryptomyces maximus, la Galle colorée du saule, est une espèce de champignons ascomycètes de la famille des Rhytismataceae. Endémique du comté de Pembrokeshire dans le Sud-Ouest du pays de Galles au Royaume-Uni, l'espèce fait partie d'une liste des 100 espèces les plus menacées établies en septembre 2012 par l'Union internationale pour la conservation de la nature mais ne fait pas partie de la liste rouge des espèces les plus menacées établie par la même organisation.

## Systématique
Le nom correct complet (avec auteur) de ce taxon est Cryptomyces maximus (Fr.) Rehm, 1888.
L'espèce a été initialement classée dans le genre Rhytisma sous le basionyme Rhytisma maximum Fr., 1823.
Cryptomyces maximus a pour synonymes :
- Cryptomyces wauchii Grev., 1825
- Rhytisma maximum Fr., 1823

## Publication originale
- (de) H. Rehm, Rabenhorst's Kryptogamen-Flora, Pilze - Ascomyceten, vol. 1.3, 1888 (lire en ligne), p. 92